# Naissance en 1317
Naissance
- 1313
- 1314
- 1315
- 1316
- 1317
- 1318
- 1319
- 1320
- 1321

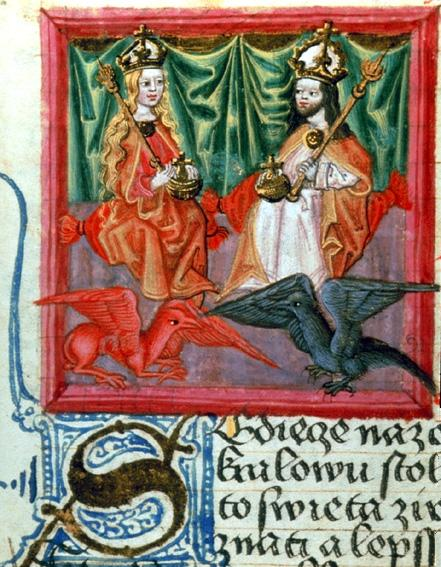
Blanche de Valois et son époux, née en 1317.

Cette page dresse une liste de personnalités nées au cours de l'année 1317  :
- avril ou mai : Jean d'Aragon, duc d'Athènes, de Néopatrie et de Randazzo, régent de Sicile.

- Giovanni da Salerno, religieux italien, de l'ordre des ermites de saint Augustin, disciple, dans sa vie comme dans ses écrits, du Bienheureux Simone Fidati da Cascia.
- Paul de l'Obnora, moine et ascète russe.
- Robert IV de Beu, 4e vicomte de Beu.
- Guillaume de La Jugie, chanoine de Rouen et archidiacre de Paris, Cardinal-diacre de S. Maria in Cosmedin, Cardinal-prêtre de S. Clemente.
- Blanche de Valois, reine consort de Bohême, de Germanie,  comtesse de la marche de Moravie et comtesse de Luxembourg.
- Bahâ’uddin Naqshband, considéré comme le maître de la Naqshbandiyya par ses adeptes, qui lui donnent notamment les titres de Sultan des Saints, ou de grand assistant (ghauth).
- Ichijō Tsunemichi, régent kampaku.

## Crédit d'auteurs
- Cet article est partiellement ou en totalité issu de l'article intitulé « 1317 » (voir la liste des auteurs).